# Stethoperma obliquepicta
Stethoperma obliquepicta là một loài bọ cánh cứng trong họ Cerambycidae.